# Pietro V d'Aragona
Pietro di Aviz, o Pietro di Coimbra o Pietro conestabile del Portogallo (in portoghese Pedro de Coimbra. Pedro anche in spagnolo e in galiziano, Pero in aragonese, Petri in basco, Pere, in catalano, Pedru in asturiano, Pèire in occitano e Pierre in francese; Portogallo, 1429 – Granollers, 30 giugno 1466), fu Connestabile del Portogallo e Gran Maestro dell'Ordine militare di San Benedetto d'Avis. Successivamente fu re Pietro V di Aragona, Pietro III di Valencia, e conte Pietro IV di Barcellona e delle contee catalane dal 1463 al 1466.

## Origine familiare
Figlio primogenito del primo duca di Coimbra e reggente del regno del Portogallo, Pietro d'Aviz (figlio del re del Portogallo Giovanni I e della moglie Filippa di Lancaster) e Isabella di Urgell (1409-1443), figlia del pretendente alla corona d'Aragona, il conte di Urgell Giacomo II e di Isabella d'Aragona.

## Biografia
Nel 1443 suo padre, durante la reggenza per il minorenne Alfonso V del Portogallo, lo nominò connestabile del Portogallo, rendendolo di fatto la massima autorità militare del regno dopo il re.
Nel 1444 Pietro fu fatto cavaliere e nominato gran maestro dell'Ordine militare di San Benedetto d'Avis, il più importante ordine militare portoghese.
Alfonso V, che aveva raggiunto la maggior età nel 1446, dal 9 giugno del 1448, cominciò a governare direttamente senza più bisogno della reggenza dello zio Pietro, anzi sotto l'influenza dell'altro zio, Alfonso I di Braganza, annullò tutti i provvedimenti presi Pietro, primo Duca di Coimbra, durante la reggenza. Questo fatto portò alla rottura che sfociò, nel 1449, in una guerra aperta che si concluse con la battaglia sulle sponde del fiume Alfarrobeira, nelle vicinanze di Vila Franca de Xira, dove il duca di Coimbra perse la vita mentre il figlio, il connestabile del Portogallo, dovette lasciare il Portogallo e andare in esilio in Castiglia.
Nel 1454, riconciliatosi con il cugino Alfonso V, Pietro rientrò in Portogallo riottenendo tutti i suoi beni e le cariche che ricopriva prima dell'esilio.

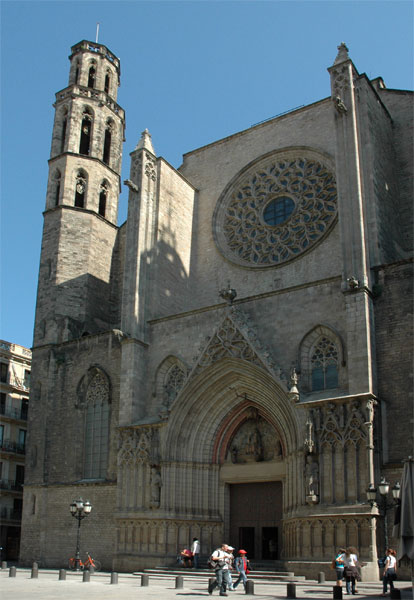
Facciata principale di Santa Maria del Mar

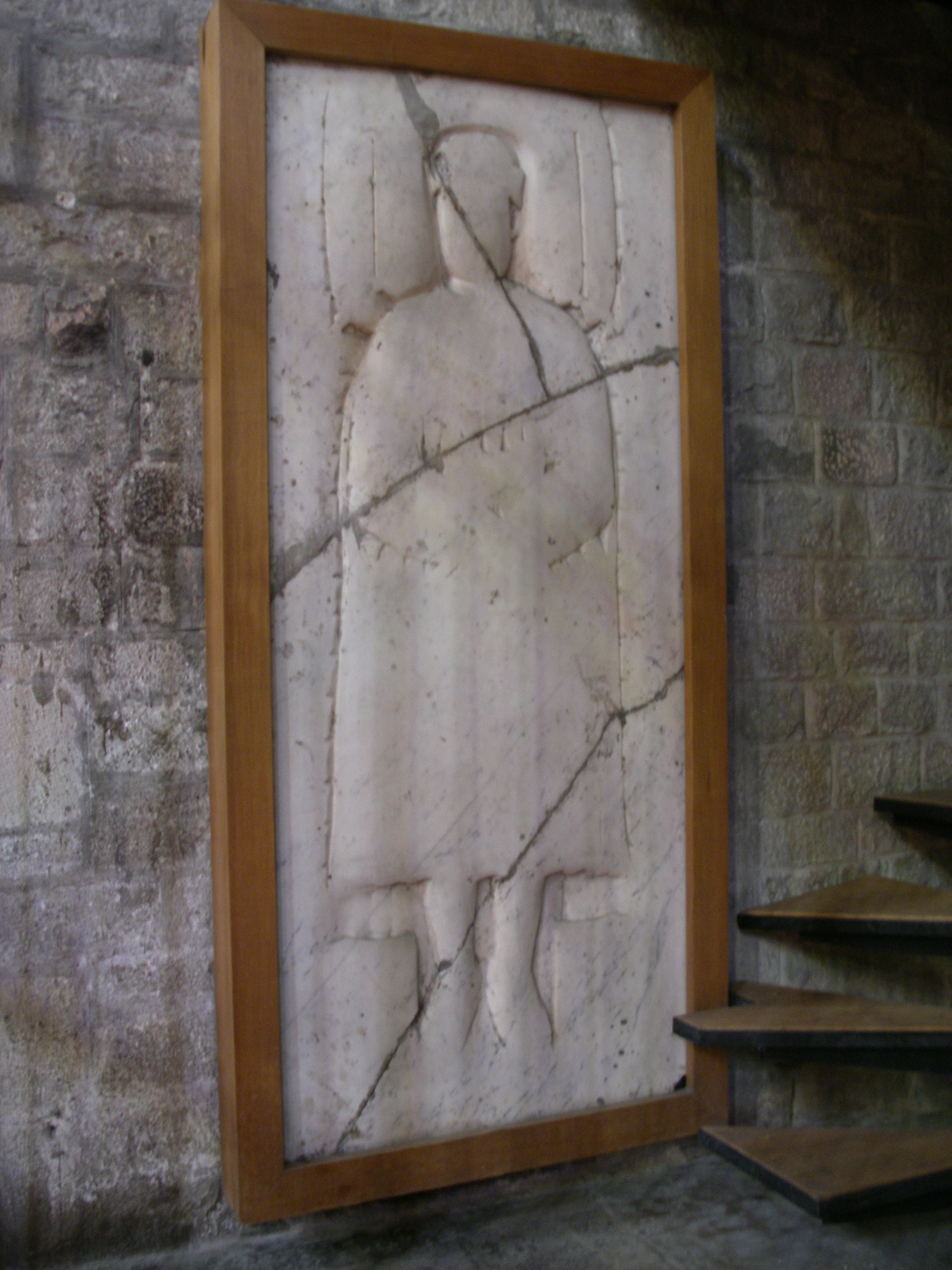
Pietra tombale di Pietro, conestabile del Portogallo e re d'Aragona, a Santa Maria del Mar.

Nel 1458 fu a fianco del re nella conquista della città marocchina di Alcácer-Ceguer, situata tra Tangeri e Ceuta e poi nella spedizione del 1460, che portò alla conquista di Tangeri.
Nel 1463, fu coinvolto nella guerra civile che si combatteva in Aragona e Catalogna contro il re Giovanni II di Aragona; dopo la rinuncia del re di Castiglia Enrico IV gli fu offerta la corona del regno d'Aragona, per il fatto che Pietro era il nipote di uno dei pretendenti alla Corona d'Aragona, nel 1410.
Pietro accettò e, nel 1464, giunto a Barcellona, fu proclamato dal consiglio dei Cento re d'Aragona e conte di Barcellona.
 Organizzò il regno e batté anche moneta, ma non riuscì a conquistare il regno di Valencia, dove continuò a regnare il re Giovanni II, che si dimostrò superiore nelle capacità militari, occupando Lleida, Vilafranca del Penedès, Igualada, Cervera e Tortosa e poi sconfiggendo Pietro a Calaf il 28 febbraio del 1465, mentre Pietro riuscì a rompere l'assedio di Barcellona, con l'aiuto delle truppe portoghesi, nel luglio del 1465).
Pietro morì per malattia, a Granollers, nel 1466 (secondo i Reali del Portogallo Pietro, a Granollers, morì combattendo) e fu inumato nella chiesa di Santa María del Mar a Barcellona; dopo la sua morte la corona fu offerta al conte di Provenza Renato d'Angiò.

## Discendenza
Non si conosce nessuna discendenza di Pietro.

## Ascendenza
|                           |                     |                                            | Genitori                   |  |  | Nonni |  |  | Bisnonni                |  |  | Trisnonni                 |  |
|                           |                     |                                            |                            |  |  |       |  |  | Pietro I del Portogallo |  |  | Alfonso IV del Portogallo |  |
|                           |                     |                                            |                            |  |  |       |  |  | Pietro I del Portogallo |  |  | Alfonso IV del Portogallo |  |
|                           |                     | Beatrice di Castiglia                      |                            |  |  |       |  |  | Pietro I del Portogallo |  |  |                           |  |
| Giovanni I del Portogallo |                     |                                            |                            |  |  |       |  |  | Pietro I del Portogallo |  |  |                           |  |
|                           |                     | Teresa Lourenço                            | Lourenço Martins da Praça  |  |  |       |  |  |                         |  |  |                           |  |
|                           |                     | Teresa Lourenço                            | Lourenço Martins da Praça  |  |  |       |  |  |                         |  |  |                           |  |
|                           |                     | Teresa Lourenço                            | Maria di Lourdes Gil       |  |  |       |  |  |                         |  |  |                           |  |
| Pietro d'Aviz             |                     | Teresa Lourenço                            |                            |  |  |       |  |  |                         |  |  |                           |  |
|                           |                     | Giovanni Plantageneto, I duca di Lancaster | Edoardo III d'Inghilterra  |  |  |       |  |  |                         |  |  |                           |  |
|                           |                     | Giovanni Plantageneto, I duca di Lancaster | Edoardo III d'Inghilterra  |  |  |       |  |  |                         |  |  |                           |  |
|                           |                     | Giovanni Plantageneto, I duca di Lancaster | Filippa di Hainaut         |  |  |       |  |  |                         |  |  |                           |  |
| Filippa di Lancaster      |                     | Giovanni Plantageneto, I duca di Lancaster |                            |  |  |       |  |  |                         |  |  |                           |  |
|                           |                     | Bianca di Lancaster                        | Enrico Plantageneto        |  |  |       |  |  |                         |  |  |                           |  |
|                           |                     | Bianca di Lancaster                        | Enrico Plantageneto        |  |  |       |  |  |                         |  |  |                           |  |
|                           |                     | Bianca di Lancaster                        | Isabella di Beaumont       |  |  |       |  |  |                         |  |  |                           |  |
| Pietro di Coimbra         |                     | Bianca di Lancaster                        |                            |  |  |       |  |  |                         |  |  |                           |  |
|                           | Pietro II di Urgell | Giacomo I di Urgell                        |                            |  |  |       |  |  |                         |  |  |                           |  |
|                           | Pietro II di Urgell | Giacomo I di Urgell                        |                            |  |  |       |  |  |                         |  |  |                           |  |
|                           | Pietro II di Urgell | Cecilia di Comminges                       |                            |  |  |       |  |  |                         |  |  |                           |  |
| Giacomo II di Urgell      | Pietro II di Urgell |                                            |                            |  |  |       |  |  |                         |  |  |                           |  |
|                           |                     | Margherita del Monferrato                  | Giovanni II del Monferrato |  |  |       |  |  |                         |  |  |                           |  |
|                           |                     | Margherita del Monferrato                  | Giovanni II del Monferrato |  |  |       |  |  |                         |  |  |                           |  |
|                           |                     | Margherita del Monferrato                  | Elisabetta di Maiorca      |  |  |       |  |  |                         |  |  |                           |  |
| Isabella di Urgell        |                     | Margherita del Monferrato                  |                            |  |  |       |  |  |                         |  |  |                           |  |
|                           |                     | Pietro IV d'Aragona                        | Alfonso IV d'Aragona       |  |  |       |  |  |                         |  |  |                           |  |
|                           |                     | Pietro IV d'Aragona                        | Alfonso IV d'Aragona       |  |  |       |  |  |                         |  |  |                           |  |
|                           |                     | Pietro IV d'Aragona                        | Teresa di Entenza          |  |  |       |  |  |                         |  |  |                           |  |
| Isabella d Aragona        |                     | Pietro IV d'Aragona                        |                            |  |  |       |  |  |                         |  |  |                           |  |
|                           |                     | Sibilla di Fortià                          | Bernat di Fortià           |  |  |       |  |  |                         |  |  |                           |  |
|                           |                     | Sibilla di Fortià                          | Bernat di Fortià           |  |  |       |  |  |                         |  |  |                           |  |
|                           |                     | Sibilla di Fortià                          | Francesca di Palau         |  |  |       |  |  |                         |  |  |                           |  |
|                           |                     | Sibilla di Fortià                          |                            |  |  |       |  |  |                         |  |  |                           |  |